# رقمة شجرية
الرقمة الشجرية أو دهماء أو مرغيد أو قرناء (باللاتينية: Erodium arborescens) نوع نباتي يتبع جنس الرقمة من الفصيلة الغرنوقية.

## الموئل والانتشار
موطنها بلاد الشام ومصر والمغرب العربي.

## مرادفات للاسم العلمي
- (باللاتينية: Geranium arborescens Desf.)
- (باللاتينية: Erodium hussonii Boiss.)